# Ulwembua nigra
Ulwembua nigra är en spindelart som beskrevs av Griswold 200. Ulwembua nigra ingår i släktet Ulwembua och familjen Cyatholipidae.
Artens utbredningsområde är Madagaskar. Inga underarter finns listade i Catalogue of Life.